# La–160
Az La–160 Sztrelka (orosz betűkkel: Ла–160 Стрелка, jelentése: nyíl) a Szemjon Lavocskin vezette OKB–301 tervezőiroda alkotta első nyilazott szárnyú sugárhajtású vadászrepülőgép volt, mely 1947 júniusában szállt fel először. A repülőgép USAF hivatkozási neve Type 6.

## Tervezés és fejlesztés
Az La–160 teljesen fémépítésű sárkánnyal, 35° nyilazású középszárnnyal és orrkerekes futóművel épült. Az utánégetős motor az orr alatt helyezkedik el, légbeszívás az orrban, a fúvócső a törzs alatt helyezkedik el. A főfutók a törzsbe húzhatók be, ez a megoldás lehetővé teszi, hogy a szárnyat vékonyabbra és könnyebbre készítsék. A hagyományos farokfelületek szintén 35°-ban nyilazottak. A nyilazott szárnyak profilja alig változik a fesztáv mentén, a fél fesztávnyi ívelőlapokon és csűrőkön kívül két-két légterelő lemezzel rendelkezik.
Bár az La–160 típust vadászrepülőgépnek tervezték, valójában a nyilazott szárny nagy sebességű viselkedésének kutatására szánták, melyről az 1940-es évek közepén még nem sokat tudtak. Az előző Lavocskin sugárhajtású vadászgép prototípusokat közvetlenül követő konstrukcióval értékes adatokat és tapasztalatokat gyűjtöttek a hangsebességet megközelítő repülésről.
A sikeres próbarepüléseket hamarosan követte a gép bemutatása az 1947 évi tusinói repülőnapon. A repülési próbák tovább folytatódtak, amíg a legnagyobb sebesség elérésének kísérlete alatt a gép széttört a levegőben a szárnyak berezgése miatt. A géppel nyert tapasztalatok segítették a szovjet tervezőket a nyilazott szárnyú vadászgépek tervezésében.

## Műszaki adatok[1]
- Személyzet: 1 fő (pilóta)

### Méretek
- Hossz: 10,06 m
- Fesztáv: 8,95 m
- Magasság: 4,125 m
- Szárnyfelület: 15,9 m²

### Tömeg
- Üres tömeg: 2738 kg
- Teljes tömeg: 4060 kg

### Hajtómű
- Típus: 1 × RD–10JuF utánégetős gázturbinás sugárhajtómű
- Tolóerő: 8,83 kN
- Tolóerő utánégetővel: 11,17 kN

### Teljesítményadatok
- Legnagyobb sebesség: 970 km/h
- Hatótáv: 1000 km
- Magasság: 12 000 m
- Emelkedőképesség: 19,84 m/s

### Fegyverzet
- 2 x 37 mm gépágyú